# جیمز هاتن
جیمز هاتن (به انگلیسی: James Hutton)، زاده ۱۴ ژوئن [سبک قدیمی: ۳ ژوئن] ۱۷۲۶ - درگذشته ۲۶ مارس ۱۷۹۷) یک زمین‌شناس اسکاتلندی، پزشک، تولیدکننده مواد شیمیایی، تاریخ طبیعی شناس، و یک کشاورزی دان تجربی بود. او نظریهٔ همدیس‌گرایی را که اصلی اساسی در زمین‌شناسی است مطرح ساخت و توضیح داد. او نشان داد که ویژگی‌های پوستهٔ زمین، فرایندهای طبیعی در مقیاس زمانی زمین‌شناسی هستند. بدین ترتیب تئوری تکامل تدریجی زمین را مطرح کرد و باور رایج آن عصر به آفرینش جهان در  ۵۵۰۸ سال پیش از میلاد مسیح را مردود دانست. کار هاتن، زمین‌شناسی را به عنوان یک علم تمام عیار تأسیس کرد، و به این مناسبت او را اغلب به عنوان «پدر زمین‌شناسی مدرن» می‌شناسند.
از طریق مشاهدهها و استدلال‌های زمین‌شناسی با دقت استدلال، هاتن به این باور رسید که زمین دائماً در حال شکل‌گیری است، او پی برد که تاریخ گذشتهٔ زمین را می‌توان با درک چگونگی فرایندهایی مانند فرسایش و رسوب در حال حاضر تعیین کرد. درک انقلابی هاتن از چرخهٔ زمین شناختی سرآغاز نوینی در زمین‌شناسی است. نظریه‌های زمین‌شناسی و زمان زمین‌شناسی، «زمان عمیق» ویادیرینه زمین‌شناسی، نیز نامیده می‌شود. برخی از نوشته‌های او در فرضیه گایا مطرح می‌شوند.